# Hội chứng đà điểu

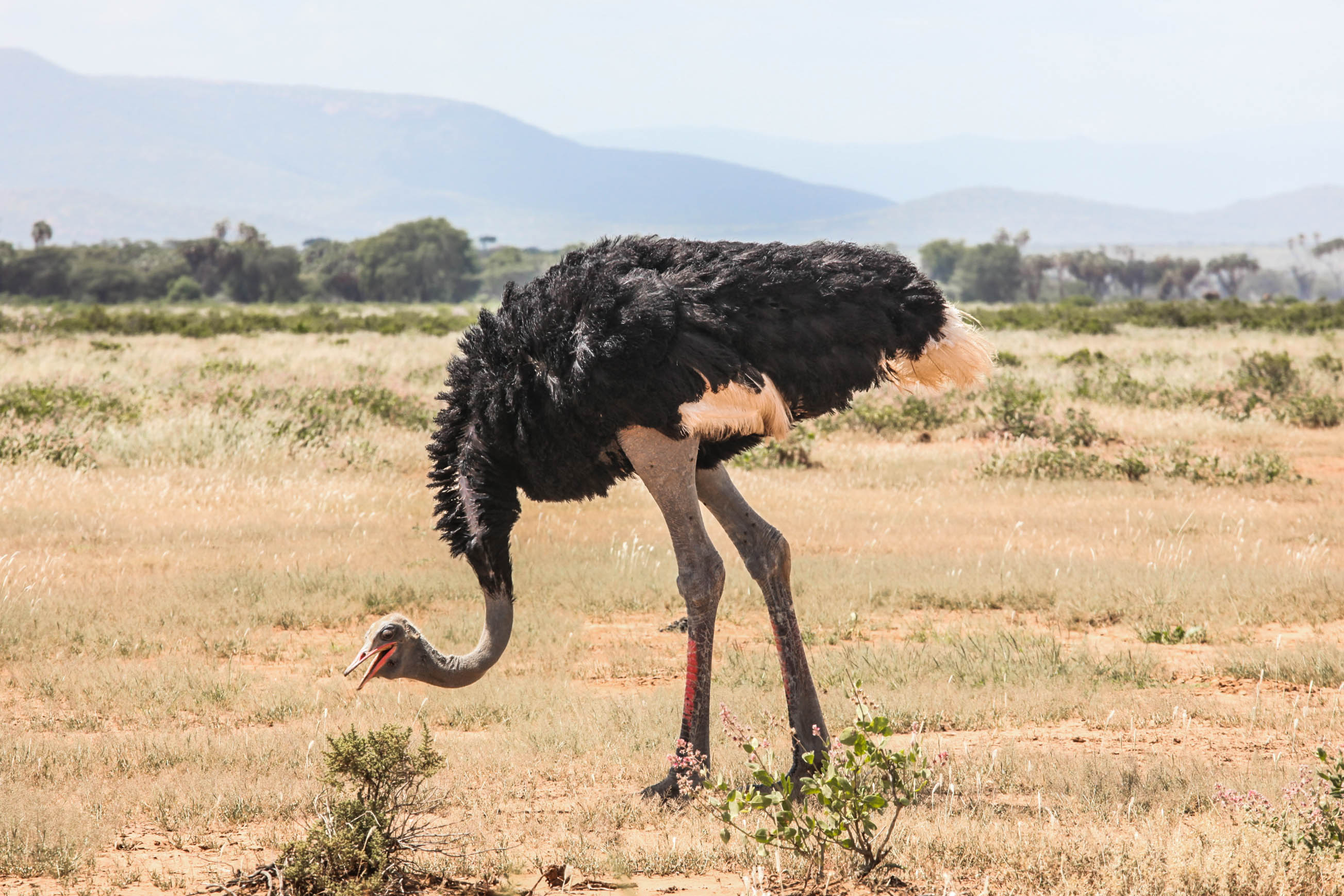
Một con đà điểu từ xa trông như đang rúc đầu xuống cát

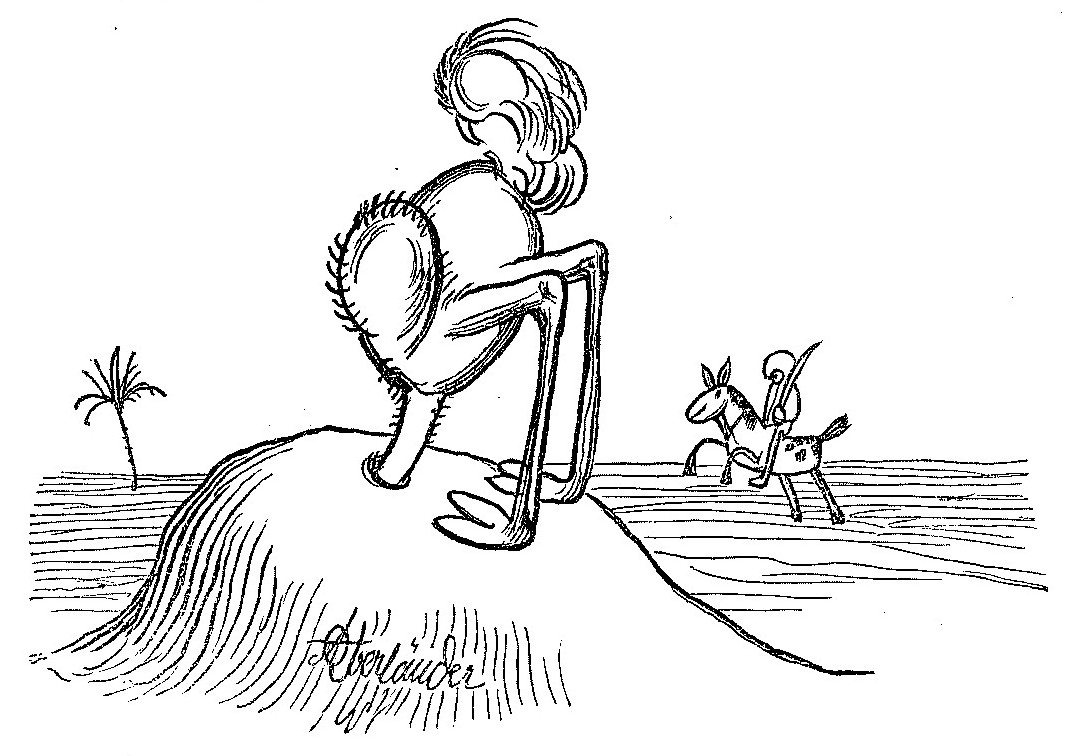
Tranh vẽ đà điểu chui đầu xuống cát

Hội chứng đà điểu (Ostrich effect) là một hội chứng tâm lý được ghi nhận trong tâm lý học về tài chính hành vi chỉ về hình ảnh con đà điểu chôn đầu xuống cát thường được dùng để ám chỉ những nhà đầu tư không kịp thời phản ứng trước những biến cố quan trọng của thị trường có khả năng tác động lớn tới chính những nhà đầu tư này, nhà đầu tư kiểu đà điểu sẽ phớt lờ thông tin này và coi như không có chuyện gì xảy ra, giống như con đà điểu vùi đầu xuống cát, đợi nguy hiểm qua đi. Hiện tượng buông xuôi, phó mặc, không quản, phớt lờ, không suy nghĩ đến là gặp vấn đề khi phải đối diện với một vấn đề cố hữu ở con người được đặt tên khoa học là hội chứng đà điểu. Câu chuyện đà điểu vùi đầu xuống cát giờ đây thường dùng để chỉ những người không dám đối diện với khó khăn.

## Khái yếu
Khác với nhiều loài động vật khác, đà điểu đi vào những tài liệu ghi chép từ rất sớm. Chúng được trưởng lão Gaius Plinius Secundus (hay còn gọi là Pliny Già) đề cập đến trong cuốn The Natural History (Lịch sử tự nhiên) vào những năm đầu công nguyên. Theo đó, Pliny Già mô tả đà điểu là một loài chim to lớn, dù vậy chúng lại có thói quen vô cùng kỳ lạ là đâm đầu (tự chôn vùi đầu mình) xuống dưới lớp cát mỗi khi có nguy hiểm hay kẻ thù xuất hiện. Pliny là học giả vĩ đại, người đã dành nhiều thời gian để quan sát, nghiên cứu và ghi chép lại những hành động, tập tính của động vật tự nhiên và môi trường xung quanh. 

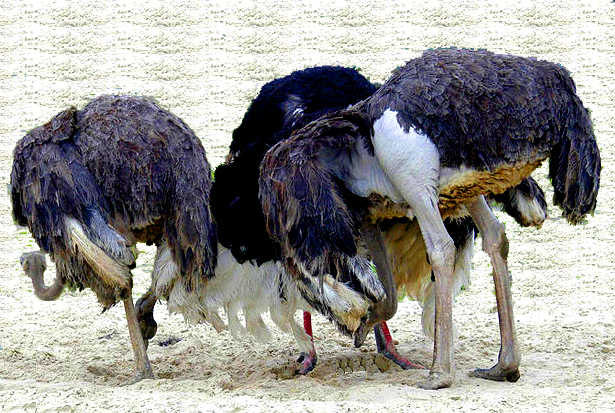
Đà điểu rúc đầu xuống cát

Nhiều người cho rằng, mỗi khi gặp nguy hiểm hay sợ hãi trước kẻ thù, đà điểu thường rúc đầu kín xuống dưới lớp cát, và chúng coi như vậy đủ để giấu toàn bộ thân hình khổng lồ khỏi kẻ địch hùng mạnh phía trước. Dần dần, đó trở thành câu chuyện ngụ ngôn, bài học mà người ta hay sử dụng để chế giễu những kẻ hèn yếu, không dám đối đầu với hiện thực, thử thách hay khó khăn trước mắt mà chỉ tìm cách né tránh đây là câu chuyện tiếu lâm về hành động kỳ lạ của đà điểu suốt gần 2.000 năm qua và qua đó đà điểu như là một động vật hình mẫu cho chuyện này.
Xuất phát tượng hình từ hiện tượng mà người ta lưu truyền rằng đã quan sát được từ loài chim này, theo đó, bản năng tự vệ của loài đà điểu là chạy trốn nguy hiểm, khi trốn không nổi nữa thì nó dứt khoát rúc đầu vào cát, giả vờ như mình không nhìn thấy gì hết. Các nhà tâm lý thống kê và phát biểu rằng hiện tượng tâm lý này cũng phổ biến ở con người, khi gặp phải sự cố, phiền phức, rắc rối mà bản thân không biết phải giải quyết thế nào nữa thì họ dứt khoát mặc kệ, coi như không có gì bất thường đáng lo lắng cả. Hình mẫu con đà điểu chỉ về hành vi xem như không nghe, không nói, không thấy, phớt lờ hiện thực. Trong tiếng Anh có câu "Bury your head in sand" nghĩa là "chôn đầu xuống cát" chỉ về sự chối bỏ điều gì đó. Đà điểu có nhiều hành vi nhưng không chôn đầu trong cát nhưng điều này không ngăn được ẩn dụ (metaphor) rất gợi hình này được sử dụng rộng rãi trong các nghiên cứu tôn giáo, chính trị, quản lý, quân sự, xã hội, thể thao, thương mãi và các thị trường tài chính. Chiến lược Đà Điểu (Ostrich strategy) dựa trên Hội chứng Đà điểu (Ostrich syndrome) là phủ nhận sự hiện hữu của một tình thế nguy hiểm, cũng chỉ một chiến lược kinh doanh rất phổ biến và vô hiệu quả là tránh né các thử thách khó khăn.

## Luận giải
Thành ngữ chôn đầu trong cát thông dụng lấy tích từ truyền thuyết các con đà điểu sống hoang dã ở Phi châu lúc thấy nguy hiểm thì sợ hãi rúc đầu ngập vào cát. Ý nghĩa của thành ngữ này là chối bỏ đối diện với thực tế, làm ngơ hoặc tránh né trước khó khăn, nguy hiểm. Từ chối thừa nhận sự thực phũ phàng, những thông tin bất lợi có khi có dụng tâm, là một chiến lược. Động cơ khiến con đà điểu giấu đầu trong cát khi gặp nguy hiểm là yên trí không thấy tức là chuyện không có thực. Không thấy kẻ thù thì kẻ thù cũng không thể thấy mình, giấu được đầu thì cả thân hình cũng chẳng ai thấy. Không nhìn thấy sự nguy hiểm thì có cảm giác an toàn hơn. Nhưng dù con đà điểu có chôn đầu trong cát thì tình thế nguy hiểm vẫn tồn tại.

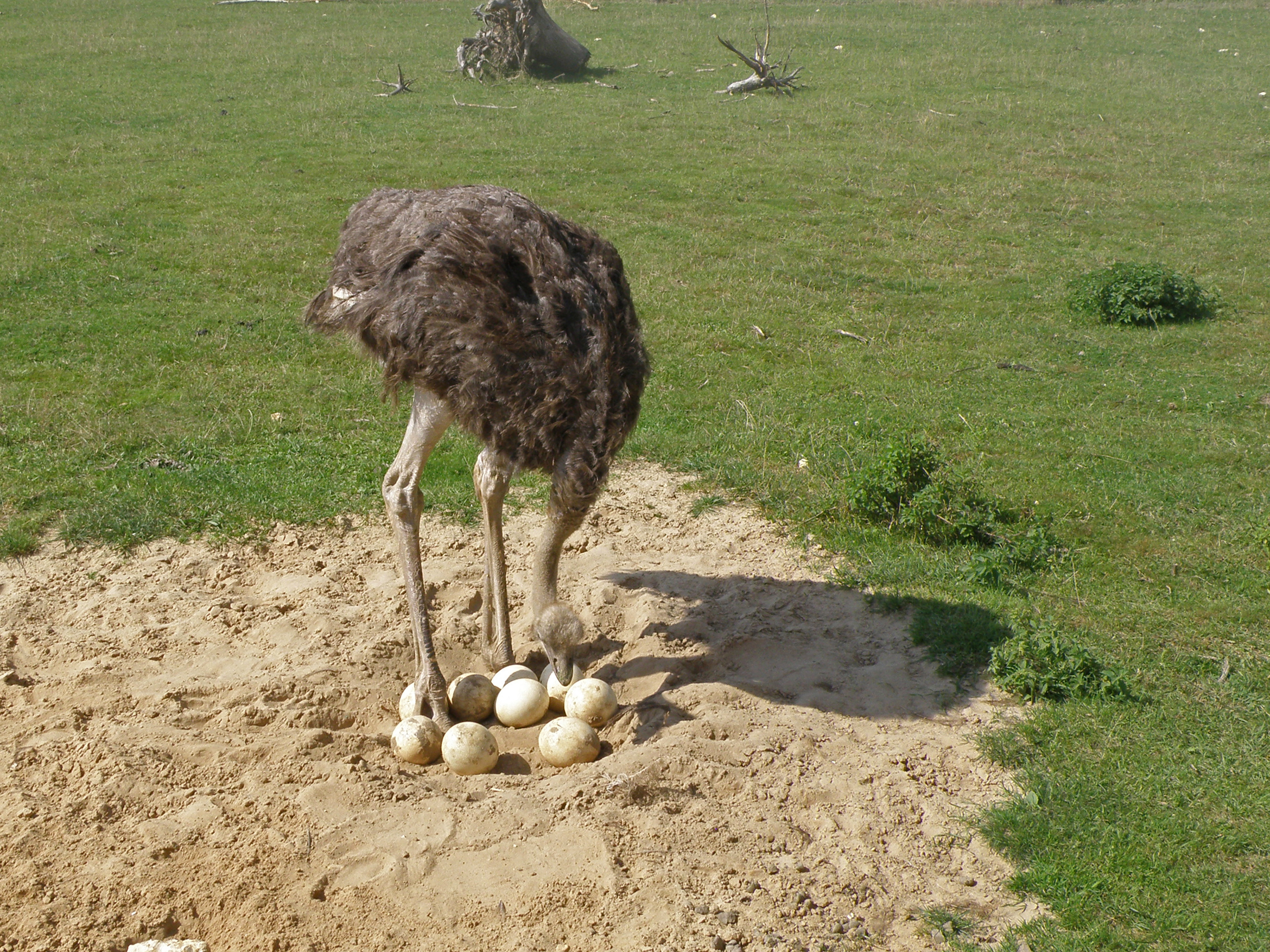
Một con đà điểu đang ấp trứng, nhìn từ xa trông như nó đang rúc đầu xuống cát

Ẩn dụ "Chôn đầu trong cát" hay thành ngữ Chiến lược Đà điểu dùng để chỉ cách hành xử phớt lờ các vấn nạn, trốn tránh đương đầu sự thực, thường bị phê phán nghiêm khắc vì vô hiệu quả và lắm khi tai hại. Điều rõ ràng nhất là không thấy được gì, không thể biết những gì đang xẩy quanh ta để tìm cách đối phó trước khi tình hình xấu thêm mà hãy đối diện với thực trạng, tìm cách giải quyết. Sự việc sẽ không thay đổi, sẽ không biến mất nếu ta không tìm cách thay đổi chúng. Đây là tâm lý cũng thường xuất hiện trong khi giải quyết các vấn đề xã hội. Trong logic người ta gọi đó là "lý luận đà điểu" vì con đà điểu có khuynh hướng là mỗi khi gặp kẻ thù và biết mình nguy hiểm, nó chỉ cần dúi đầu mình xuống cát. Nó sống trong sa mạc, mắt nhắm tịt mà đầu thì trong cát. Nó yên trí vì nó không còn phải nhìn thấy kẻ thù ở đâu nữa. Nhưng như vậy không có nghĩa là kẻ thù đã biến mất, thực ra việc đó chỉ làm cho kẻ thù mạnh mẽ hơn mà thôi. Lúc này thì con đà điểu cũng chẳng định làm gì để trốn thoát, chiến đấu, thương lượng, hay bất kỳ điều gì, đơn giản là nó đứng đó sẵn sàng làm một bữa ngon cho kẻ thù. Kẻ thù của đà điểu chỉ việc ăn nó mà không tốn tí sức lực nào.

## Trong kinh doanh
Nhà đầu tư đà điểu xuất hiện nhiều nhất trong thị trường gấu khi những thông tin xấu xuất hiện dồn dập nhất, có những doanh nghiệp thậm chí là phớt lờ, ví dụ như khi cơ quan chức năng đang điều tra hoạt động của một doanh nghiệp tức đã có một thông tin có ảnh hưởng rất lớn tới giá cổ phiếu của công ty. Giầu đầu xuống cát và hi vọng ai đó (chính phủ) sẽ giải cứu, sau đó đổ lỗi nếu họ thất bại. Nó giống như việc con đà điểu vội vàng rúc đầu xuống cát khi thấy nguy hiểm. Như ở Việt Nam thì Hội nhập kinh tế quốc tế là một tiến trình tất yếu, khách quan để tồn tại và phát triển, nếu không chấp nhận hội nhập kinh tế chỉ là cách như đà điểu vùi đầu vào cát để tránh nguy hiểm, rủi ro, cầu may để tồn tại.
Hội chứng con đà điểu hay là thói quen viện cớ mà không viện cớ chính là bước đầu tiên nếu muốn sửa sai. Không hứng thú, làm rồi cũng không được, không hiểu. Gặp chuyện là tìm lý do thoái thác, đây là điểm yếu của một người. Người dũng cảm mới ngày càng tiến bộ, người hay đùn đẩy mãi mãi chỉ có thể dậm chân tại chỗ, đây là điểm khác biệt giữa người thành công là đối mặt với vấn đề, đi tìm nguyên nhân từ bên ngoài hay tìm nguyên nhân từ chính bản thân mình.
Có một câu chuyện như sau: Có người hỏi bác nông dân: "Bác trồng lúa mì chưa?", bán nông dân trả lời: "Chưa, tôi sợ trời mưa". Người đó tiếp tục hỏi: "Vậy bác trồng bông chưa?", bác nông dân đáp: "Cũng chưa, tôi sợ sâu bọ ăn bông", người đó lại hỏi tiếp: "Vậy rốt cuộc là bác trồng cái gì?", bác nông dân đáp: "Tôi chẳng trồng cái gì, như vậy là an toàn nhất." Tâm lý học xã hội lý giải rằng, con người luôn muốn hợp lý hóa hành vi của mình, họ tìm mọi lời giải thích cho sự đùn đẩy trách nhiệm của bản thân để có thể bảo vệ được tự tôn hoặc ít nhất cũng an ủi đỡ khiến mình phải suy nghĩ nhiều, đây là một cơ chế bảo vệ tâm lý. Truoc đây, các ngân hàng Thụy Sĩ được phép bảo mật thông tin về các khách hàng gửi tiền nhưng từ khi diễn ra cuộc khủng hoảng tài chính toàn cầu năm 2009, các quốc gia như Mỹ và châu Âu đồng loạt điều tra các hành vi gian lận thuế của những công dân cất giấu tiền tại nước ngoài lên đến hàng ngàn tỷ đô la. Họ làm áp lực buộc Thụy Sĩ từ bỏ chính sách bảo mật tiếp tay cho các hành vi trốn thuế. Các nhà chính trị và giới ngân hàng Thụy Sĩ thì cố giấu đầu trong cát trước thực trạng khủng khoảng này viện cớ mọi việc đều tốt không có gì phải thay đổi. Họ đề nghị kế hoạch Rubik với hi vọng cứu vớt sự bảo mật nhưng Ủy ban Châu Âu đã đánh chìm kế hoạch này. 

## Trong đời sống
Từ xa xưa, dân gian truyền miệng rằng đà điểu khi gặp hiểm nguy luôn chui đầu vào cát. Và cách nghĩ này trở thành hình ảnh ẩn dụ ám chỉ những người không muốn chấp nhận sự thật, giống như trẻ em thường bịt tai lại và thét: "Con không muốn nghe!". Hội chứng đà điểu nhiều khi lại là chiến lược chính trên trường chính trị quốc nội và quốc tế, các nhà chính trị, đảng phái, nhà báo đối lập nhau, phê phán, phản biện nhau về cái mà họ gọi là đường lối chính trị của con đà điểu theo nghĩa có vấn đề nhưng cứ tưởng đã che đậy được, bằng cách phớ lờ, trì hoãn (rúc đầu xuống lỗ), yên trí sự việc sẽ tự giải quyết theo kiểu tự nó đến, tự nó sẽ qua.
Trước đây, người ta chỉ trích chiến lược đà điểu của Tổng thống Hoa Kỳ Obama đối với chương trình phát triển vũ khí hạch nhân của Iran, cảnh báo thế giới thái độ đà điểu đối với hàng hóa của Trung Quốc lan tràn cho thấy sự khoanh tay thúc thủ của Chính quyền. Cố tổng thống của Venezuela Hugo Chávez trong bài phát biểu của mình đã nêu: "Tôi không phải là kẻ thù của Obama, nhưng không thể không thấy chủ nghĩa đế quốc ở Washington. Những kẻ không thấy hoặc không muốn thấy điều đó hẳn nhiên là đà điểu châu Phi". Samuel Beckett từng nói: "Một kẻ ngu có thể giả mù nhắm mắt lại không muốn thấy nhưng ai biết con đà điểu đó thấy gì trong cát" (nguyên văn "Any fool can turn a blind eye but who knows what the ostrich sees in the sand").

## Phản biện
Với truyền thuyết đô thị cho rằng khi có mối nguy hiểm xuất hiện, chúng sẽ nhanh chóng chôn đầu xuống cát để lẫn trốn, theo bản năng đà điểu thường vùi đầu xuống cát, và chúng coi như vậy đủ để giấu toàn bộ thân hình khổng lồ khỏi kẻ thù nhưng thực tế truyền thuyết đà điểu chôn đầu trong cát là không đúng. Trong thực tế, đà điểu không rúc đầu xuống cát khi sợ hãi, đà điểu không vùi đầu vào cát để tránh nguy hiểm, nếu đà điểu chôn đầu vào cát, nó sẽ sớm chết vì ngạt thở. Truyền thuyết về loài đà điểu có từ những năm đầu công nguyên, gần 2000 năm, nếu thực sự chúng rúc đầu xuống cát mỗi khi gặp kẻ thù thì có tồn tại được đến ngày nay vì những kẻ săn mồi khát máu như sư tử có buông tha con mồi đã đứng im chờ chết. Các chuyên gia về động vật cho biết niềm tin rằng đà điểu chôn đầu vào cát để tránh kẻ thù không hề đúng. 

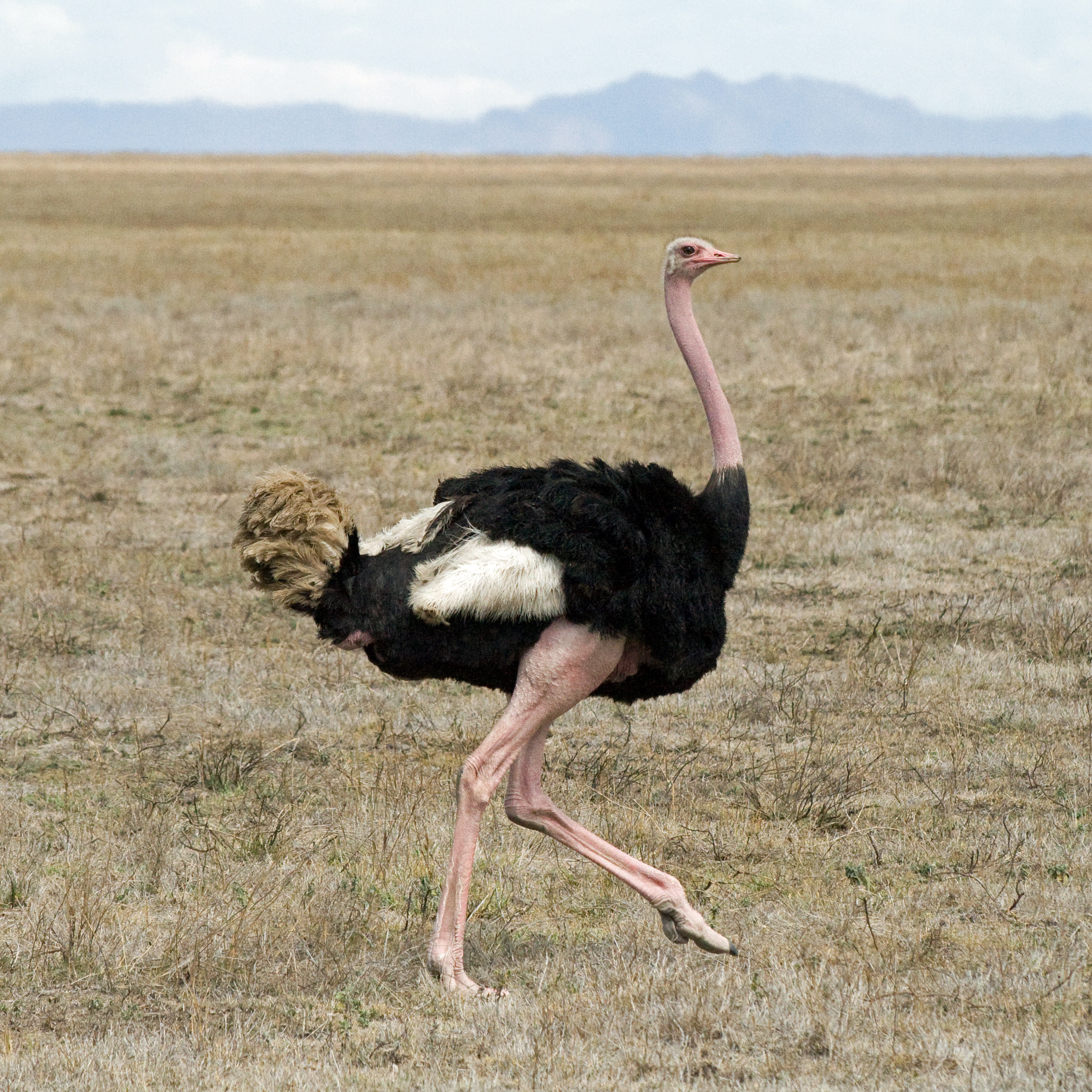
Đà điểu là động vật to lớn, chạy nhanh, cặp giò chắc khỏe, chúng không cần thiết phải rúc đầu xuống cát để trốn tránh nguy hiểm

Đà điểu có rất nhiều cách phòng thủ tự nhiên và ít lý do để chúng phải tìm cách lẩn trốn bằng việc vùi đầu xuống cát. Đà điểu là loài chim chạy, có thân hình cao, chạy nhanh, tốc độ trung bình 30 km/giờ, nhưng có thể đạt tới 70 km/giờ với đôi chân có khả năng chạy 65 km/giờ, khi sợ hãi, chúng đơn giản là chạy, vì việc chui đầu xuống đất sẽ khiến chúng chẳng thể thở được, nhìn chung, đà điểu là động vật chạy nhanh nhất trên hai chân, có khả năng chạy 40 dặm/giờ, khả năng chạy nhanh xấp xỉ như báo hoa mai, trong tự nhiên, đà điểu gặp nguy là bỏ chạy rất nhanh và khó bắt kịp vì đà điểu vì nó chạy nhanh không thua kém gì hơn ngựa. Nếu tốc độ này chưa không đủ, đà điểu có rất nhiều cách phòng thủ khác, chúng cao khoảng 2-3m và nặng tới 160 kg (350 pounds), nó sẽ nổi giận tấn công tự vệ hiệu quả với những cú đá mãnh liệt gây thương tích nặng, chết chóc, chúng có thể tung ra một cú đá đủ mạnh để giết chết một con sư tử
Có nhiều lý do về việc con đà điểu cúi đầu hay rúc đầu xuống cát như khi có triệu chứng bão cát, đà điểu cúi đầu xuống thấp để nghe tiếng động, để tự bảo vệ, đà điểu thường nằm trên mặt đất, chỉ nằm sát đất khi cảm thấy bị đe dọa và tuy có thân hình to lớn nhưng đà điểu lại sở hữu chiếc đầu khá nhỏ. Với cơ thể to lớn và đôi chân khỏe, con đà điểu có hai lối phản ứng khi có nguy hiểm chạy và ngụy trang. Một sự hiểu nhầm trong cơ chế tự vệ của động vật, nếu một con đà điều không thể thoát khỏi kẻ săn mồi bằng cách chạy, nó sẽ ngã nằm thẳng xuống và giả chết vì lông da dầu của nó có màu nâu xám, giống như đất, vì vậy khi nhìn từ khoảng cách xa trông giống như đầu chúng chôn dưới đất. Thông thường khi cảm thấy không thể chạy thoát được chúng thường thu chân, đầu và cổ nép sát mặt đất, trở nên bất động, trông chúng không khác gì một bụi rậm trên đồng cỏ.
Khi đà điểu sống trong môi trường tự do của nó khi vì mặt trời, khí nóng bốc lên, nhìn từ xa thường thấy một ảo ảnh như một bức màn lung linh phủ từ mặt đất cao đến quá thân người. Đà điểu biết hiện tựợng này, nên nó chỉ cần cúi đầu xuống thấp hơn cái màn ảo ảnh đó, thì ở xa không thấy đựợc nó. Tiêu hóa cũng có thể là một trong những nguyên nhân lớn khiến loài đà điểu bị hiểu lầm. Bộ phận tiêu hóa của đà điểu muốn hoạt động tốt thì phải nuốt khá nhiều cát, sỏi nhỏ để nghiền nát thức ăn, việc này hiển nhiên khiến chúng càng bị nghi ngờ hơn trong câu chuyện rúc đầu vào cát mỗi khi thấy kẻ thù nhưng sự thật là đà điểu có thói quen vùi đầu dưới cát tìm sỏi nuốt vào bụng để giúp bao tử nghiền thức ăn. Khi chúng ăn cây cối trên mặt đất thì có thể dễ dàng trông giống như đang chôn đầu trong cát, đặc biệt là ở khoảng cách xa.
Do không bay được nên chúng cũng không thể làm tổ trên các cành cây cao, ngược lại đà điểu thường đào những lỗ nông trong lòng đất để sử dụng làm tổ cho trứng. Trong quá trình ấp, giống như những loài chim, gia cầm khác, đà điểu cũng phải xoay trứng vài lần mỗi ngày để chúng có thể nhận đủ nhiệt, phục vụ cho quá trình nở sau này. Với đôi cảnh không hữu dụng thì mỏ và đầu là thứ tốt nhất đà điểu có thể dùng để thực hiện điều đó, là một loài chim to lớn, nhưng lại có cái đầu rất nhỏ do đó khi chúng đang cúi đầu xuống, hoặc đôi khi chúng đưa đầu vào tổ dưới đất để kiểm tra trứng, nhìn từ xa sẽ trông như cái đầu bị chôn dưới đất. Khi đến lúc bắt đầu đẻ, đà điểu đào một cái hố lớn rộng khoảng 2m và sâu gần 1m. Chúng chôn những quả trứng dưới những cái hố đó một cách an toàn, sau đó mẹ và bố thay phiên nhau ngồi trên những quả trứng để bảo vệ trứng cho đến khi chúng nở, một vài lần trong ngày, bố mẹ đà điểu nhúng đầu xuống đất để nhẹ nhàng xoay trứng bằng cách sử dụng mỏ của chúng, nếu nhìn từ xa, một con đà điểu đang lúi húi quanh lỗ ấp trứng trông sẽ giống hệt như nó đang chôn đầu vào cát